# Genesis Climber Mospeada
Genesis Climber Mospeada (яп. 機甲創世記モスピーダ кико: со:сэйки мосупи:да, Бронированное основание Моспида) — 25-серийный научно-фантастический телесериал, созданный на основе идеи Синдзи Арамаки и Хидэки Какинума. Повествует о борьбе небольшого отряда партизан, использующих мотоциклы-экзоскелеты «МОСПИДА» и самолёты-трансформеры против захвативших землю пришельцев — имбитов. Режиссёр — Кацухиса Ямата. Сценаристы — Сукэхиро Томито и Кэндзи Тэрада. Написанием музыки руководил Дзё Хисаиси (им написана вся инструментальная музыка и аранжированы все песни). Сериал транслировался в Японии с осени 1983 по весну 1984 года.
Слово МОСПИДА (MOSPEADA)—аббревиатура от английской фразы «Military Operation Soldier Protection Emergency Aviation Dive Armor» («Солдатская Защита для Военных Операций — Аварийная Авиационная Скоростная Броня»).

## Сюжет
В XXI веке Земля захвачена инопланетянами — имбитами. Население основанных к тому времени колоний на Марсе и других планетах Солнечной системы пытается отвоевать свою прародину, но имбиты успешно уничтожают все десантные силы. Лишь ничтожным группам человеческих солдат удается достигнуть поверхности и начать партизанскую войну с захватчиками. Сериал описывает судьбу одного из этих солдат — Стика Бернарда и стихийно сложившегося вокруг него отряда. Сразу после высадки, использовав предназначенный для аварийных ситуаций мотоцикл-трансформер МОСПИДа, Стик пускается в путь. К нему присоединяются пять человек. Два марсианских солдата: Джим и Йеллоу, и трое землян: маленькая беспризорница Минт и подростки-бродяги Рэй и Укэ э Роз. Дальнейшие серии рассказывают о различных происшествиях во время движения отряда по Южной Америке к побережью Карибского моря.
В это же время королева имбитов Рефлес решает придать своим подчинённым жизненную форму, наиболее подходящую для земных условий, предпринимает исследования для обнаружения и наконец останавливается на человеческом облике. Тем временем отряд Бернарда, приходит на место посадки одного из десантных подразделений и находит ещё несколько самолётов-трансформеров. В тот же день в развалинах неподалёку герои находят странную девушку — Айшу. Айша не помнит своего прошлого и может чувствовать присутствие имбитов. Дойдя до побережья герои отыскивают корабли и через Карибское море попадают на юго-запад Соединенных Штатов. Во время переправы на отряд случайно натыкается принявший женский облик имбит Сордзи и влюбляется в Йеллоу, постепенно эти отношения становятся взаимными. Несколько позже у Стика Беренарда начинается роман с Айшей. С боями герои доходят до Рефлекс-Пойнт. В одной из стычек рядом с этой крепостью имбитов выясняется, что Айша — человекоподобный имбит. В ужасе она убегает. К земле подходит очередной флот марсиан и начинается штурм Рефлекс-Пойнт. При посредстве Айши и Сордзи герои проникают к королеве Рефлес и убеждают её покинуть землю вместе с большей частью имбитов. Таким образом наступает мир.

## Персонажи
Стик Бернард (яп. スティック・バーナード сутикку ба:на:до) — двадцатилетний лейтенант вторых освободительных сил. В бою на орбите потерял свою невесту, отчего озлоблен и опустошен. Совершив аварийную посадку в Южной Америке решил выполнить свой приказ и дойти до Рефлекс-Пойнт. Сэйю: Симада Бин
Рэй (яп. レイ рэй) — семнадцатилетний бродяга-мотоциклист, случайно нашедший МОСПИДу и потому атакованный имбитами. Был спасен от них Стиком, после этого постепенно становится его другом и соратником. Сэйю: Ояма Хисао
Минт Лабюль (яп. ミント・ラブル минто рабуру) — тринадцатилетняя девочка, брошенная родителями. Случайно присоединилась к Стику и Рэю, разыскивая себе мужа, и стала «дочерью отряда». Постоянно ищет новых женихов, чем создает массу комических ситуаций. Сэйю: Миюки Санаэ
Хукэ э Роз (яп. フーケ・エローズ фу:кэ эро:дзу) — шестнадцатилетняя странница на красной МОСПИДе, спасает Стика и Рэя, а затем присоединяется к отряду. Когда-то была членом банды мотоциклистов. Сэйю: Дой Мика
Джим Ворстон (яп. ジム・ウォーストン дзимму во:сутон) — тридцатидвухлетний механик. Сэйю: Нисимура Томомити 
Йеллоу Бельмонт (яп. イエロー・ベルモント иэро: бэрумонту) — двадцатидвухлетний солдат вторых освободительных сил. Попав на землю стал маскироваться под певицу и завоевал на этом поприще огромную популярность. Сэйю: муж. Судзуоки Хиротака, жен. Мацуки Минэ 
Айша (яп. アイシャ айся) — девушка с амнезией, случайно найденная отрядом Стика в развалинах. Сэйю: Такахаси Мики
Рефлес (яп. レフレス рэфурэсу) — глава имбитов. Думает только о процветании своего народа. Ненавидит людей. Сэйю: Охара Норико
Сордзи (яп. ソルジィ сорудзи:) — человекоподобный имбит-женщина. Сэйю: Канда Вака
Баттра (яп. バットラー баттора:) — человекоподобный имбит-мужчина. Сэйю: Оцука Хотю

## История создания
Известен ряд рабочих названий сериала: «Ко:ка Кихэй Вектор» («Десантная Машина Солдат Вектор»), «Тё: Фумэцу Ё:сай Рефлекс-Пойнт» («Супер Бессмертная Крепость Рефлекс-Пойнт») и «AD Patrol».
Первоначально «МОСПИДа» замышлялась как боевик о полицейских. Главный герой должен был водить мотоцикл, который превращался в робота-напарника.
Основной дизайнер персонажей Ёситака Амано позднее работал над игрой «Final Fantasy».
Дизайнер техники Синдзи Амараки пришёл к идее о мотоциклах-экзоскелетах во время работы над сериалом «Диаклоны» (который позже стал частью «Трансформеров»). Водя свой мотоцикл «Honda VT250 250 cc», он подумал о том, что размер мотоцикла достаточен для того, чтобы его надеть. Дизайн мотоциклов основан на «Suzuki Katana».
Название каждой серии включает какой-то музыкальный термин. Позднее та же концепция использовалась в сериале «Cowboy Bebop».

## Love Live Alive
Выпущенная через год после окончания сериала OVA Love Live Alive является очень длинным музыкальным клипом и фактически не имеет самостоятельного сюжета. Она изображает концерт Йеллоу Бельмонта, происходящий через три года после окончания войны с имбитами. На концерте исполняются песни из оригинального телесериала, сопровождаемые нарезкой кадров из него же. Небольшой фрагмент оригинальной анимации проясняет дальнейшее развитие части любовных линий.